# Ruben Kihuen

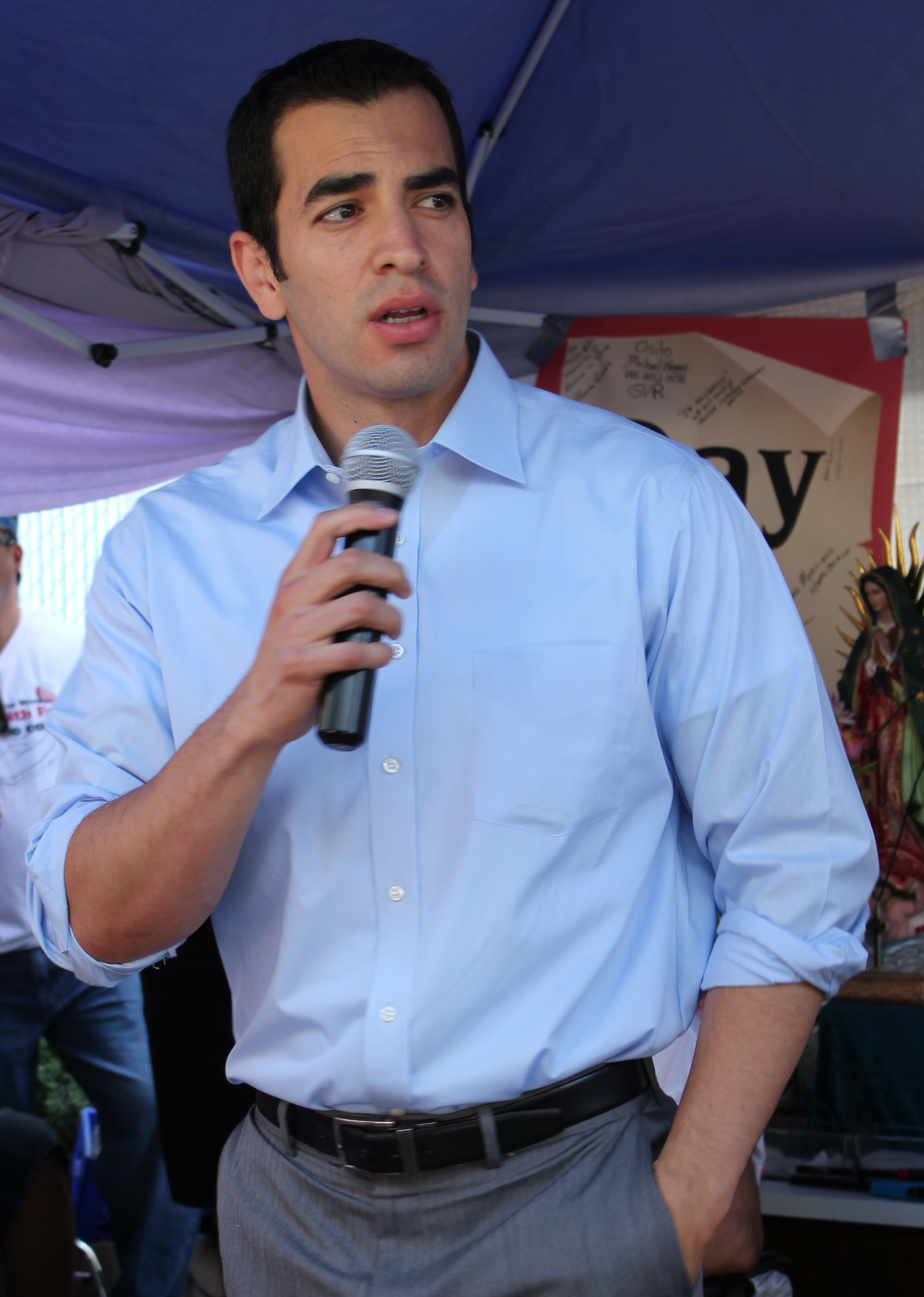
Ruben Kihuen (2012)

Ruben Kihuen (* 25. April 1980 in Guadalajara, Mexiko) ist ein US-amerikanischer Politiker der Demokratischen Partei. Vom 3. Januar 2017 bis zum 3. Januar 2019 vertrat er den Bundesstaat Nevada im US-Repräsentantenhaus.

## Werdegang
Im Jahr 1988 kam Ruben Kihuen mit seiner Familie in die Vereinigten Staaten, wo sie sich zunächst im Orange County in Kalifornien niederließen. In den 1990er Jahren zogen sie nach Las Vegas in Nevada, wo Kihuen bis heute lebt. Er absolvierte die High School und das Community College of Southern Nevada. Außerdem studierte er bis 2004 an der University of Nevada in Las Vegas Pädagogik. Später studierte er noch an der University of Oklahoma das Fach Verwaltungswissenschaft. Beruflich ist er akademischer Berater des Community College of Southern Nevada und seit 2014 auch Direktor bzw. Vorstand bei der Ramirez Group.
Kihuen bekleidete einige lokale Ämter der Demokratischen Partei und unterstützte auf Staats- und Bundesebene die Kandidaturen einiger Demokraten für den Kongress oder für das Amt des Gouverneurs. Unter diesen waren unter anderem US-Senator Harry Reid und der Gouverneur von Virginia, Mark Warner. Zwischen 2006 und 2010 gehörte Kihuen der Nevada Assembly an; seit 2011 saß er im Staatssenat. Dort bekleidete er bis 2014 das Amt des Majority Whip. Danach war er Minority Whip.
Bei der Wahl 2016 wurde Kihuen im vierten Kongresswahlbezirk Nevadas in das US-Repräsentantenhaus in Washington, D.C. gewählt, wo er am 3. Januar 2017 die Nachfolge des Republikaners Cresent Hardy antrat, den er bei der Wahl geschlagen hatte.
Im Dezember 2017 erhob eine Mitarbeiterin seines Wahlkampfteams gegen ihn den Vorwurf sexueller Belästigung. In einer Stellungnahme sagte sein Büro, dass er sich für mögliche Vorkommnisse entschuldige, sich aber nicht genau an die Situationen erinnern könne. Die Fraktionsführerin der Demokraten im Repräsentantenhaus Nancy Pelosi verlangte deshalb von ihm, sein Mandat niederzulegen Mitte Dezember 2017 gab Kihuen bekannt, bei der Wahl 2018 nicht wieder anzutreten, lehnte aber einen Rücktritt ab.

## Belege
1. ↑  Kate Nocera, Tarini Parti: She Says She Quit Her Campaign Job After He Harassed Her. Now He’s In Congress. In: BuzzFeed, 1. Dezember 2017.
2. ↑  Kate Nocera, Tarini Parti: Nancy Pelosi Calls On Rep. Ruben Kihuen To Resign Following Sexual Harassment Allegations. In: BuzzFeed, 2. Dezember 2017.
3. ↑  Victor Joecks: Kihuen faces credible claims of sexual harassment. He still has nothing to lose by running for reelection. In: Las Vegas Review Journal, 10. März 2018.

| Personendaten    | Personendaten               |
| ---------------- | --------------------------- |
| NAME             | Kihuen, Ruben               |
| KURZBESCHREIBUNG | US-amerikanischer Politiker |
| GEBURTSDATUM     | 25. April 1980              |
| GEBURTSORT       | Guadalajara, Mexiko         |